# Bodegón del cardo (Sánchez Cotán)
El Bodegón del cardo o Bodegón con cardo y zanahorias es una obra de Juan Sánchez Cotán, actualmente en el Museo de Bellas Artes de Granada, 

## Introducción
El grueso de la obra de Sánchez Cotán está formado por pinturas de asunto religioso. Cultivó también la pintura de retrato y el paisaje, pero la mayor parte de su reputación se debe a sus siete bodegones conocidos. Por su composición austera y la sobriedad de sus elementos, algunos de estos lienzos han sido interpretados en clave religiosa, aunque en los textos de aquella época nada se dice al respecto.
La pintura de bodegón tiene sus antecedentes en los grutescos, y en detalles de composiciones mayores de diverso tipo, pero solo devino un género aparte a finales del siglo XVI, en la pintura de caballete. Los bodegones de Sánchez Cotán se sitúan en los orígenes mismos de este género en España.

## Análisis de la obra

### Datos técnicos y registrales
- Museo de Bellas Artes de Granada, CE0101;[4]
- Pintura al óleo sobre lienzo;
- Dimensiones: 63 x 84 cm;
- Datación: hacia 1602;
- Consta con el n º. 83 en el catálogo de Emilio Orozco.[5]

### Descripción de la obra
El presente bodegón es el más sobrio de los de Sánchez Cotán y —seguramente— de toda la pintura española. El pintor resalta la humildad y el aire ascético de los objetos, que están dispuestos en un solo plano y representados desde un punto de vista ligeramente elevado. Destaca el sutil ritmo de la composición y la plasmación de las texturas, con una sensación casi táctil. Las cinco hortalizas están colocadas en una ventana, intensamente iluminadas desde la izquierda, perfilándose con gran intensidad ante un fondo oscuro. En la sombras que proyectan, aparecen unas tenues tintas carminosas, y unos suaves toques grisáceos, acentuando su corporeidad y relieve. La ventana es de un gris plomizo, que contrasta con la coloración de las hortalizas, y acentúa su riqueza de matiz.
En la parte derecha de la ventana —apoyado en la jamba— hay un gran cardo, representado con una pincelada fina y alargada, y con un cierto grosor de color, que remarca su duro relieve. El corte del cogollo está hecho con una pincelada más fluida y plana, y reforzando los tonos ocres y terrosos. En la parte central-izquierda se representan cuatro zanahorias cruzadas —dos hacia delante y dos atrás—  completando la diagonal que forma el cardo. Están pintadas subrayando sus distintas calidades, con pinceladas finas en forma anillada, dejando una ligeras rebabas que ofrecen una sensación táctil. La de mayor tamaño se destaca en tono más claro, mientras que las que sobresalen del marco tienen delicadas tintas violáceas, y proyectan la sombra de sus extremos sobre el borde de la ventana.

### Procedencia
- Procede de la Cartuja de Granada, Tal vez decoró el refectorio, junto con otro bodegón actualmente perdido.